# San Felipe, Villa de Cos
San Felipe är en ort i Mexiko.   Den ligger i kommunen Villa de Cos och delstaten Zacatecas, i den centrala delen av landet, 600 km nordväst om huvudstaden Mexico City. San Felipe ligger 1 987 meter över havet och antalet invånare är 121.
Terrängen runt San Felipe är lite kuperad. Runt San Felipe är det mycket glesbefolkat, med 5 invånare per kvadratkilometer. Närmaste större samhälle är Emiliano Zapata, 18,7 km söder om San Felipe. Omgivningarna runt San Felipe är i huvudsak ett öppet busklandskap.